# Girouxville
Girouxville är en ort i Kanada.   Den ligger i provinsen Alberta, i den centrala delen av landet, 3 100 km väster om huvudstaden Ottawa. Girouxville ligger 566 meter över havet och antalet invånare är 282.
Terrängen runt Girouxville är platt, och sluttar västerut. Runt Girouxville är det mycket glesbefolkat, med 2 invånare per kvadratkilometer.. Närmaste större samhälle är Falher, 8,5 km öster om Girouxville.
Trakten runt Girouxville består till största delen av jordbruksmark.